# Cicerbita sikkimensis
Cicerbita sikkimensis là một loài thực vật có hoa trong họ Cúc. Loài này được (Hook.f.) C.Shih mô tả khoa học đầu tiên năm 1991.